# Venturi America
Pour les articles homonymes, voir America.
La Venturi America est un véhicule électrique de type buggy présenté au Mondial de l'automobile de Paris 2010 par Venturi.
Doté d'une motorisation électrique, la voiture dispose d'une autonomie d'environ 300 kilomètres, alimentée par des batteries de 54 kWh. La carrosserie est composée de fibre composite carbone et le châssis de carbone Kevlar. Elle repose sur des jantes en alliage de 20 pouces enveloppées de pneus Michelin Latitude Sport.
Présente au Mondial de Paris en 2012, la production est initialement annoncée à une centaine d'exemplaires et les premières livraisons fin 2013. Elle a lieu dans l'usine de la MVE dans la Sarthe.
En 2014, une nouvelle version est présentée au Mondial, affichant 401 ch et un couple de 480 N m. Le véhicule n'est disponible que sur commande dans la limite de 25 exemplaires à un prix de 370 000€.
En 2015, Venturi abandonne l'idée de produire des voitures en série, l'America ne restera qu'un prototype.

## Liens
- « Paris 2012 : Venturi America, à la conquête de l'ouest »(Archive.org • Wikiwix • Archive.is • Google • Que faire ?), sur autoplus.fr